# Arica

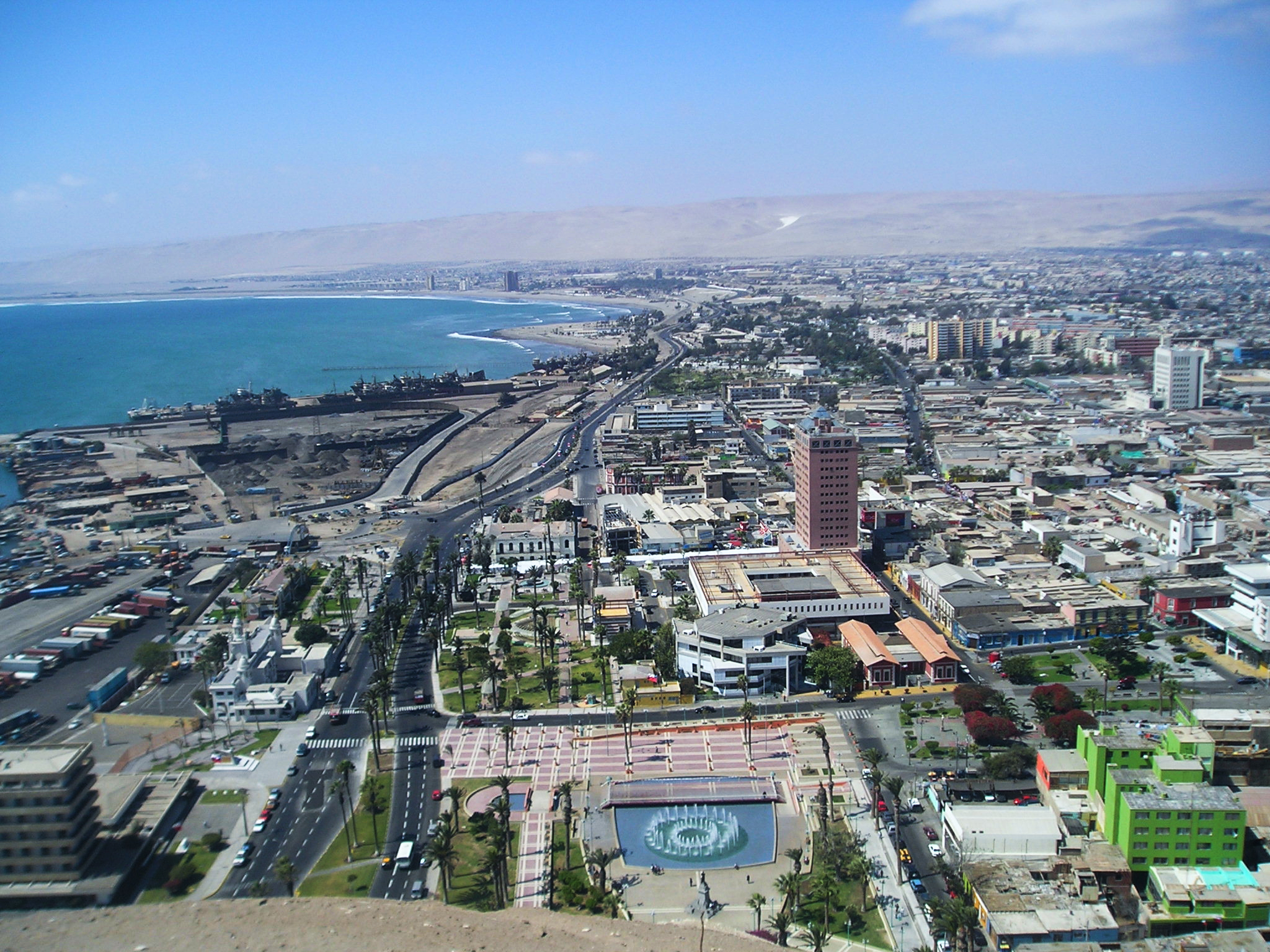
Panorama miasta

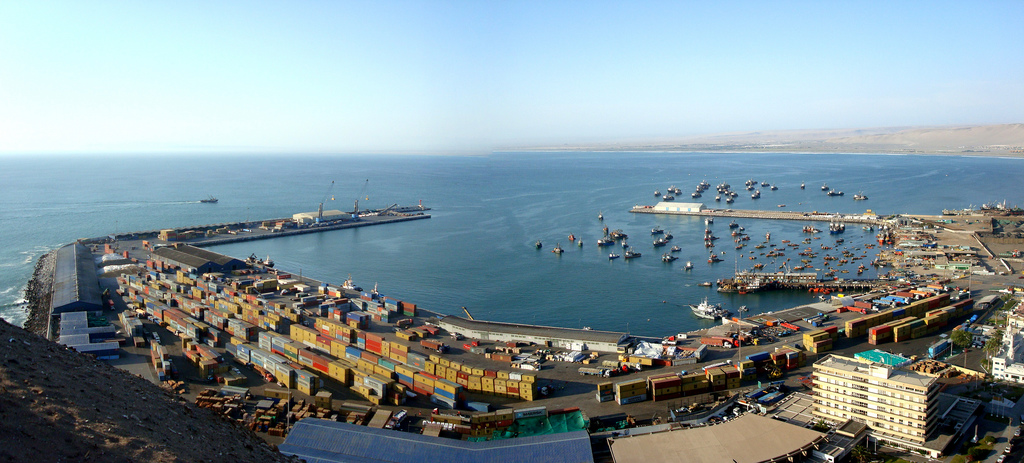
Port Arica

Arica – miasto portowe i gmina w północnym Chile, nad Oceanem Spokojnym, przy ujściu rzek San José i Lluta, 18 km od granicy z Peru. Stolica regionu Arica y Parinacota oraz prowincji Arica. Znane jest także jako „miasto wiecznej wiosny”. Jest miastem z najniższą sumą opadów na Ziemi.

## Dane ogólne
- Liczba ludności (2017): gmina 221 364[potrzebny przypis], w tym miasto 204 078[potrzebny przypis].

Ośrodek przemysłu włókienniczego i spożywczego. Port morski, wolnocłowy i tranzytowy głównie dla Chile, Boliwii i w mniejszym stopniu Peru; kąpielisko.

## Historia
Teren, na którym znajduje się obecnie miasto Arica, jest zamieszkany już od 11 tysięcy lat. Najbardziej znaną grupą ludności, która tu zamieszkiwała od 8000 do 3000 p.n.e., byli Chinchorro, którzy jako pierwsi prowadzili życie osiadłe typu wioskowego. Jednak to, z czego najbardziej są znani, to ze swoich rytuałów pogrzebowych dla wszystkich swoich zmarłych, przeprowadzając mumifikacje zwłok zarówno dorosłych jak i dzieci.
Arica została założona 25 kwietnia 1541 roku. Miasto początkowo znajdowało się w Peru, aż do 1880 roku. Okupowane przez Chile od czasu wojny o saletrę w latach 1879–1884. Przedmiot wieloletnich sporów między Peru a Chile, formalnie uregulowanych traktatem z 1929 (decydującym o wcieleniu miasta do Chile), praktycznie trwających do dzisiaj.

## Ważne wydarzenia
- 16 sierpnia 1868 roku Aricę nawiedziło tsunami wywołane trzęsieniem ziemi o sile 8,5 w skali Richtera. Żywioł pochłonął 25 tys. ludzi w samej Arice, a 70 tys. w ogóle.
- 10 maja 1877 trzęsienie ziemi i tsunami niszczą dużą część miasta.
- Arica była jednym z czterech miast organizujących mistrzostwa świata w piłce nożnej w 1962 roku.

## Prasa
- „El aMaule”
- „La Prensa”
- „El Centro”

## Miasta partnerskie
- Cochabamba, Boliwia
- La Paz, Boliwia
- Santa Cruz, Boliwia
- Cuiabá, Brazylia
- Bressuire, Francja
- Eilat, Izrael
- Taiohae, Polinezja Francuska
- Monterrey, Meksyk
- Arequipa, Peru
- Tacna, Peru
- Artigas, Urugwaj